# Бюйтен (Перекопський район)
Бюйте́н (крим. Büyten, з 1945 по 2023 рік — Кото́вське) — село Перекопського району Автономної Республіки Крим. Розташоване на заході району.
Відстань від райцентру до населеного пункта становить 57 кілометрів по прямій.
За даними сільради на 2009 рік, село займало площу 63,6 га, на якій у 226 дворах проживало 646 осіб.

## Історія
Вперше село зустрічається на військово-топографічній карті генерал-майора Мухіна 1817 року. У «Списку населених місць Таврійської губернії за даними 1864 року», складеному за результатами VIII ревізії 1864 року, Буйтень — володарське кримськотатарське село, з 7 дворами та 14 жителями та мечеттю при колодязях.
За Статистичним довідником Таврійської губернії. Ч.ІІ-я. Статистичний нарис, випуск п'ятий Євпаторійський повіт, 1915 рік, у селі Буйтень Агайської волості Євпаторійського повіту було 32 двори зі змішаним населенням у кількості 81 особи приписних жителів та 12 — «сторонніх», з яких 43 чоловіки та 50 жінок. Мешканці володіли 1047 десятинами зручної землі (4 двори із землею, 28 — безземельні). У господарствах було 165 коней, 4 воли, 42 корови та 600 голів дрібної худоби.
Згідно зі Списком населених пунктів Кримської АРСР по Всесоюзному перепису 17 грудня 1926 року, в селі Буйтень (Бютень) було 44 двори, з них 40 селянських, населення становило 206 осіб, з них 90 кримських татар, 68 білорусів, 29 німців, 14 українців, 2 росіян, 3 записані у графі «інші».
18 серпня 1941 з села були насильно виселені німці, 18 травня 1944 року — кримські татари, а 21 серпня 1945 року Указом Президії Верховної Ради РРФСР Бютень був перейменований на Котовське.
У 2015 році село було внесено до переліку населених пунктів, які потрібно перейменувати згідно із законом «Про засудження комуністичного та націонал-соціалістичного (нацистського) тоталітарних режимів в Україні та заборону пропаганди їхньої символіки».
12 травня 2016 року постановою Верховної Ради України № 1352-VIII селу повернено історичну назву відповідно до вимог закону «Про засудження комуністичного та націонал-соціалістичного (нацистського) тоталітарних режимів в Україні та заборону пропаганди їхньої символіки». Постанова набрала чинности у 2023 році.